# Elephantodeta
Elephantodeta is een geslacht van rechtvleugeligen uit de familie sabelsprinkhanen (Tettigoniidae). De wetenschappelijke naam van dit geslacht is voor het eerst geldig gepubliceerd in 1878 door Brunner von Wattenwyl.

## Soorten
Het geslacht Elephantodeta omvat de volgende soorten:
- Elephantodeta nobilis Walker, 1869
- Elephantodeta pinguis Walker, 1869